# Karczemka Gardkowska
Karczemka Gardkowska (kaszb. Gôrdkòjskô Karczémkô) – przysiółek osady Gardkowice w Polsce, położony w województwie pomorskim, w powiecie wejherowskim, w gminie Choczewo, na obszarze Pobrzeża Kaszubskiego, na północnym skraju Lasów Lęborskich. Przysiółek jest częścią składową sołectwa Łętowo.
W latach 1975–1998 przysiółek administracyjnie należał do województwa gdańskiego.